# Tiểu Cảng

Vị trí tại Cao Hùng

Tiểu Cảng (tiếng Trung: 小港區; bính âm: Xiǎogāng Qū; Wade–Giles: Hsiao-kang Ch'ü; Bạch thoại tự: Sió-káng-khu) là một khu (quận) của thành phố Cao Hùng, Trung Hoa Dân Quốc (Đài Loan). Quận nằm ở phía nam khu vực đô thị của thành phố và là nơi tọa lạc sân bay quốc tế Cao Hùng. Tiểu Cảng có diện tích 39,8573 km², dân số vào tháng 8 năm 2011 là 154.472 người thuộc 63.930 hộ gia đình, mật độ cư trú đạt 3875,6 người/km².